# Aphyosemion pseudoelegans
Aphyosemion pseudoelegans is een straalvinnige vissensoort uit de familie van de killivisjes (Nothobranchiidae). De wetenschappelijke naam van de soort is voor het eerst geldig gepubliceerd in 2012 door Sonnenberg & Van der Zee.